# Estrella de servicio
Una estrella de servicio es una insignia de metal en forma de estrella en miniatura usada por los miembros de los siete servicios uniformados de Estados Unidos encima de medallas y cintas entregadas por los servicios uniformados para indicar adjudicaciones o periodos de servicio adicionales. Dependiendo de las circunstancias, también pueden ser referidos como estrellas de campaña o estrellas de batalla, dependiendo de la adjudicación y la manera en que se utilizan.
Las estrellas de servicio, campaña y batalla son de bronce o de plata, de 3/16 pulgadas de altura, y se usan con una punta de la estrella hacia arriba en las cintas de suspensión de medallas y cintas de servicios. Una estrella de servicio de plata se usa en lugar de cinco estrellas de bronce. Estas condecoraciones se confunden a veces con condecoraciones individuales, como la medalla Estrella de Plata y la medalla Estrella de Bronce. La estrella de plata de 3/16 pulgadas también es similar a la estrella de plata de 5/16 pulgadas, que se entrega como reconocimiento por otras condecoraciones individuales previas.

## Estrellas de servicio
Para las medallas de servicio tales como la Medalla de Prisionero de Guerra, Medalla de Servicio en la Defensa Nacional, Medalla de las Fuerzas Armadas Expedicionarias, Medalla Expedicionaria de la Armada, Medalla Expedicionaria del Cuerpo de Marines, Medalla de Servicio Humanitario, Medalla de Campaña del Aire y el Espacio y la Medalla Militar por Servicio Voluntario Extraordinario, las estrellas de servicio en bronce y plata son usadas para indicar adjudicaciones adicionales de esas medallas. La cinta de servicio propiamente tal indica la primera adjudicación, cuando se agrega una estrella de bronce es para indicar una segunda adjudicación de esa misma medalla. Si es aplicable, se lleva una estrella de plata en lugar de cinco estrellas de bronce. Por ejemplo, cuando un miembro de un servicio es autorizado para llevar la Medalla de Servicio en la Defensa Nacional, la potencial adición de estrellas de servicio por haber participado en hasta cuatro de los conflictos de tiempo de guerra designados serían:
| Primera adjudicación: cualquiera de los cuatro conflictos designados |                                         |
| Segunda adjudicación: dos de cuatro conflictos                       | Bronze star                             |
| Tercera adjudicación: tres de los cuatro conflictos                  | Bronze star · Bronze star               |
| Cuarta adjudicación: todos los cuatro conflictos designados          | Bronze star · Bronze star · Bronze star |

## Estrellas de campaña
Para medallas de campaña estadounidenses tales como la Medalla de Servicio Coreano, Medalla de Servicio en Vietnam, Medalla de Servicio en el Suroeste de Asia, Medalla de la Campaña de Kosovo, Medalla de la Campaña de Afganistán y la Medalla de la Campaña de Irak, las estrellas de campaña de bronce y plata son llevadas para indicar la cantidad total de fases o periodos de campaña en las que un individuo participó. Como un resultado, al menos una estrella de campaña será usada encima de la cinta. Por ejemplo, cuando un miembro del servicio está autorizada para usar la Medalla de la Campaña de Iraq, la potencial adición de estrellas de servicio de bronce y plata para las siete fases de campaña designadas para la Campaña de Irak serían:
| Cualquiera de las siete fases | Bronze star                                           |
| Dos de las siete fases        | Bronze star · Bronze star                             |
| Tres de las siete fases       | Bronze star · Bronze star · Bronze star               |
| Cuatro de las siete fases     | Bronze star · Bronze star · Bronze star · Bronze star |
| Cinco de las siete fases      | Silver star                                           |
| Seis de las siete fases       | Silver star · Bronze star                             |
| Todas las siete fases         | Silver star · Bronze star · Bronze star               |

## Estrellas de batalla
Actualmente, la Medalla Expedicionaria de la Guerra Global contra el Terrorismo está autorizada para ser adjudicada con estrellas de batalla de bronce y plata para el personal que haya estado participando en batallas específicas en combate bajo circunstancias que involucran un grave peligro de muerte o serio daño corporal por acción del enemigo. Solo un comandante de combate puede iniciar una solicitud para una estrella de batalla. El Presidente del Estado Mayor Conjunto es la autoridad que aprueba las solicitudes. Solo se puede autorizar una adjudicación de la Medalla Expedicionaria de la Guerra Global contra el Terrorismo para cualquier individuo; por lo tanto, no se pueden usar estrellas de servicio.
Históricamente, durante la Segunda Guerra Mundial y la Guerra de Corea, las condecoraciones llamadas "estrella de batalla" también fueron entregadas a buques de guerra de la Armada de Estados Unidos por participación meritoria en batalla o por haber sufrido daños durante condiciones de batalla. Similarmente, durante la Guerra de Vietnam y posteriormente, la Medalla de Efectividad en Batalla ("Batalla E") tomó el lugar de recibir estrellas de batalla por una eficiencia de batalla superior ocurrida en operaciones de combate.

## Medallas obsoletas
Aunque son consideradas obsoletas, las estrellas de servicio y las estrellas de campaña también estaban autorizadas para la Medalla por la Victoria en la Primera Guerra Mundial, Medalla de Servicio en la Defensa Americana, Medalla de la Campaña Americana, Medalla de la Campaña Europea-Africana-Medio Oriente y la Medalla de la Campaña Asiática-Pacífica. La forma específica de usar y el simbolismo de las estrellas varía de medalla a medalla. Por ejemplo, una estrella en la Medalla de la Campaña Americana indicaba que el miembro del servicio había participado en una campaña antisubmarina. En otras, las estrellas eran usadas en la cinta de servicio de la medalla en lugar de palmas de campaña puestas en cintas de suspensión en la propia medalla.